# Keila (estnische Landgemeinde)
Keila (estn. Keila vald) ist eine ehemalige Landgemeinde im Westen des Kreises Harju in Estland, nordwestlich von Tallinn an der Küste des Finnischen Meerbusens. Seit 2017 ist sie Teil der neugebildeten Landgemeinde Lääne-Harju.

## Geographie
Die Landgemeinde Keila grenzte an die Landgemeinden Harku, Saue und die Stadt Keila im Osten, die Gemeinden Kernu, Vasalemma und Padise im Süden und Paldiski im Westen.
Das Höhenprofil ist typisch für das Küstengebiet. Begrenzt wurde die Gemeinde durch die Flüsse Keila im Osten und Vasalemma im Westen.

## Geschichte
Anfangs war die Kleingemeinde die Verwaltungseinheit im Gebiet des Ritterguts Keila. 1866 bekam die Gemeinde durch das neue Gemeindegesetz erweiterte Befugnisse. Zu der Zeit gab es acht Kleingemeinden auf dem Gebiet der heutigen Gemeinde Keila.
Am 28. Dezember 1890 schrieb der Bauernbeauftragte den Brief Nr. 1493, in dem er die Fusion der Kleingemeinden Käesalu, Ohtu, Klooga, Humala, Joa-Meremõisa-Laulasmaa, Keila, Lehola und Maeru zur Gemeinde Keila bekanntgab.
Dieser Tag wird im Allgemeinen, trotz mehrmaliger Grenzänderungen, als die Geburtsstunde der Gemeinde Keila angesehen.

### Einwohnerentwicklung
- 1959 - 3.032
- 1970 - 5.574
- 1979 - 7.194
- 1989 - 10.072
- 2010 - 9.430

## Gemeindepartnerschaften
- mit Gemeinde Loppi, Finnland
- mit Gemeinde Vetlanda, Schweden
- mit Gemeinde Lunner, Norwegen
- mit Jægerspris, Dänemark
- mit Barsbüttel, Deutschland

## Wirtschaft und Infrastruktur
Die Hauptwirtschaftszweige sind die Landwirtschaft, die Holz-, Fisch- und Bekleidungsindustrie. Der Elektrotechnikhersteller Harju Elekter hat seinen Sitz in Keila.

## Kultur
In Gemeindeteil Laulasmaa wurde 2010 das Arvo Pärt Centre gegründet, ein Musik- und Medienzentrum, das der Pflege des Erbes des Komponisten Arvo Pärt verpflichtet ist, der es selbst aufgebaut hat.

## Großdörfer und Dörfer
In der Landgemeinde Keila lagen die drei Großdörfer (alevikud) Karjaküla, Klooga und Keila-Joa, sowie die 19 Dörfer (külad) Illurma, Keelva, Kersalu, Kloogaranna, Kulna, Käesalu, Laoküla, Laulasmaa, Lehola, Lohusalu, Maeru, Meremõisa, Nahkjala, Niitvälja, Ohtu, Põllküla, Tuulna, Tõmmiku und Valkse.